# Арриб
Арри́б, также Арриба, Арибба (др.-греч. Άρύββας) — царь Молоссии, одной из областей Эпира, из рода Пирридов середины IV века до н. э.
Первое время Арриб правил вместе со своим братом Неоптолемом, а после его смерти стал единоличным монархом. В 357 году до н. э. между Аррибом и македонским царём Филиппом II был заключён союз, который скреплял брак Филиппа II с племянницей Арриба Олимпиадой. Молосский царь предполагал благодаря союзу с Македонией увеличить собственные владения. Однако впоследствии Филипп II сверг Арриба и поставил на его место брата Олимпиады Александра.
Арриб бежал в Афины, где предположительно умер в 342/341 году до н. э.
Внучатый племянник Арриба Александр Македонский создал огромную по античным меркам империю, а внук Пирр через полвека после завоевания Молоссии Филиппом II на короткое время сделал Эпир сильнейшим государством греческого мира.

## Биография

### Происхождение. Воцарение
Арриб был сыном Алкета I, царя одной из областей Эпира — Молоссии. Представители рода Пирридов, к которому принадлежал Арриб, возводили свой род к мифологическому герою Ахиллу и царям легендарной Трои. После смерти отца, точная дата которой неизвестна, между Аррибом и его старшим братом Неоптолемом возникли связанные с престолонаследием трения. В конечном итоге они договорились править совместно, однако историкам неизвестно, в какой форме произошло распределение власти. Арриб короткое время правил совместно с братом до его смерти в промежутке между 363 и 357 годами до н. э., а после приобрёл единоличную власть.
Арриб женился на своей племяннице, дочери Неоптолема Троаде. Когда произошла свадьба — до или после смерти Неоптолема — достоверно неизвестно. Также он взял опеку над двумя другими детьми Неоптолема — Олимпиадой и Александром.

### Царствование
Древнеримский писатель I—II веков Секст Юлий Фронтин описывает военную хитрость, благодаря которой Арриб сумел победить иллирийцев под командованием царя Бардила. Когда Бардил с большими силами вторгся в Эпир, Арриб удалил всех небоеспособных жителей своего царства в соседнюю Этолию. По мнению Николаса Хаммонда, это было связано с тем, что в государстве не было укреплений, где можно было бы разместить женщин, стариков и детей. Молосский царь распустил слух, что передал свои владения этолийцам, а сам устроил засады в горах и труднопроходимых местах. Бардил со своим войском, намереваясь захватить земли до прихода этолийцев, начал быстро продвигаться вглубь Эпира, не предприняв необходимых мер предосторожности. Тогда войска Арриба из засады смогли нанести Бардилу сокрушительное поражение. Остаётся неясным, когда произошли данные события. По мнению В. Хеккеля, их невозможно с уверенностью датировать. Э. Карни, напротив, утверждает, что неудачное вторжение иллирийцев произошло незадолго до свадьбы Олимпиады и Филиппа II. Хаммонд датировал событие 360 годом до н. э.
В это время не только Эпир, но и Македония, страдали от набегов иллирийских племён. Не позднее 357 года до н. э. между молосским и македонским царями был заключён антииллирийский союз, который был закреплён свадьбой между Филиппом II и племянницей Арриба Олимпиадой. Свадьба между македонским царём и эпирской царевной означала создание альянса между двумя государствами и носила династический характер. Через Олимпиаду Филипп II стремился упрочить своё положение в соседнем Эпире. Для Филиппа II это был четвёртый брак. В семье македонских царей Аргеадов полигамия была нормальным явлением. Происхождение и политическое влияние семьи Олимпиады делало её «первой» супругой македонского царя. Возможно, такой статус Олимпиады был частью брачного договора между Филиппом II и Аррибом. Также Арриб мог выговорить признание сына Олимпиады наследником македонского престола. Частью соглашения, возможно, была передача Македонии региона Орестида в качестве приданого Олимпиады. По мнению Юстина, Арриб также хотел с помощью нового зятя увеличить собственные владения. Л. Р. Вершинин, напротив, считал, что Филипп II перед свадьбой отказался от Орестиды и Паравеи, а обратную версию назвал малоубедительной. Историк утверждал, что на момент заключения союза Молоссия превосходила Македонию и лишь отказ последней от нескольких областей мог обеспечить ей нейтралитет со стороны западного соседа. На момент заключения брака Арриб и Филипп II обладали сопоставимыми силами и владениями. Античные авторы утверждают, что знакомство и/или обручение Филиппа II и Олимпиады произошло на острове Самофракия, где их обоих посвящали в мистерии. По мнению Э. Карни, долгое путешествие Олимпиады из Молоссии в Самофракию для исполнения нехарактерного для эпирцев культа свидетельствует о том, что Арриб был более заинтересован в заключении союза, чем Филипп. Возможно, Арриб сопровождал Олимпиаду во время её поездки в Самофракию.
Историкам практически ничего неизвестно о царствовании Арриба. Несомненно, он участвовал в противостоянии между правителями Центральной Греции и Македонией, однако его роль в этом процессе остаётся неясной. Во время царствования Арриб дважды (предположительно в 360 и 352 годах до н. э.) становился олимпиоником, так как выставлял колесницу, которая одержала победу, на Олимпийских играх. Также он в 357 или 353 году до н. э. побеждал на Пифийских играх в Дельфах.

### Потеря царства. Последние годы
Отношения между Аррибом и Филиппом II какое-то время были дружественными. Так, македонский царь в течение нескольких лет обеспечивал своего родственника серебряной рудой, из которой Арриб чеканил монеты. По одной версии, Арриб даже отпустил своего племянника Александра в Македонию, что способствовало усилению интереса Филиппа II к внутриэпирским делам. По другой — Филипп II ввёл его в состав македонского двора после военной кампании против Арриба 350 года до н. э. Согласно одному из мнений, в ходе этой кампании Филипп II завоевал царство Аррибы, присоединил к нему ряд городов на Амбракийском заливе и передал, не без определённых обязательств, власть над Эпиром брату Олимпиады Александру. По другому мнению, завоевание Эпира, свержение Арриба и воцарение Александра произошли через восемь или девять лет, а в 350 году до н. э. Арриб стал лишь вассалом македонского царя. Как бы то ни было, Арриб не оказал должного сопротивления войскам Филиппа II.
В историографии существует несколько версий как относительно года свержения Арриба, так и о его дальнейшей судьбе. Диодор Сицилийский при изложении событий 342/341 года до н. э. писал: «В этом году Арриб, царь молоссов, умер после десятилетнего правления, оставив сына Эакида, отца Пирра, но Александр, брат Олимпиады, вступил на престол при поддержке Филиппа Македонского». Юстин дополняет информацию о смене власти в Молоссии утверждением, что в тот год новому царю Александру исполнилось 20 лет. Информация о том, что Арриб в этом году умер или был убит у себя в царстве, не соответствует действительности. Об этом свидетельствует декрет народного собрания Афин. В этом документе афиняне подтверждают за Аррибом права гражданина Афин, которыми обладали его отец и дед. Также они обещают поддерживать наследственные права Арриба и его детей на управление Молоссией.
На этом основании ряд историков считают, что Арриб был свергнут Филиппом II около 342 года до н. э. и бежал в Афины. Эта гипотеза основана на анализе К. Ю. Белоха. В речи Демосфена «О Галоннесе» 343/342 года до н. э. содержится информация, что Филипп II завоевал область Касопию, которую затем передал Александру. Соответственно, можно предположить, что Арриба свергли в 343/342 году до н. э., после чего он бежал в Афины, подтвердил права гражданства в 342/341 году до н. э. и вскоре умер. Р. М. Эррингтон считает данную гипотезу неверной. Он указывает на фрагмент из Первой Олинфской речи 349 года до н. э. Демосфена, который говорил о военном походе Филиппа II против Аррибы. Также Эррингтон подчёркивает, что в целом фрагмент Диодора мог быть верным. В такой реконструкции Арриб процарствовал десять лет, после чего в 351 или 350 году до н. э. был свергнут Филиппом II и бежал в Афины. Если предположить, что Арриб умер в Афинах в 342/341 году до н. э., то информация из Диодора не содержит явных ошибок. Р. М. Эррингтон считал, что Арриб состарился в Афинах и умер в 342/341 году до н. э. Его смерть, вероятно, привлекла внимание, которого сам Арриб не имел при жизни. Смерть свергнутого монарха была задокументирована в используемых Диодором источниках, где его десятилетнее правление было упомянуто в качестве факта из жизни.
Ещё по одной версии, Арриб дожил до начала Ламийской войны в 323 году до н. э. и присоединился к грекам в их борьбе против македонской гегемонии. Это предположение основано на фрагменте Диодора, где при перечислении союзников греков упомянуты молоссы, «которые подчинялись Ариптею». Ф. Ройс отождествлял упомянутого Диодором Ариптея и свергнутого молосского царя Арриба.

## Семья
В античных литературных источниках содержатся сведения о жене Арриба, его племяннице Троаде, и двух сыновьях — старшем Алкете и младшем Эакиде. Согласно данным эпиграфики у Арриба также была жена Андромаха, которая посещала святилище Асклепия в Эпидавре. Предположительно Андромаха была первой женой Арриба и матерью Алкета, а Троада — второй и матерью Эакида. Оба сына Арриба впоследствии стали царями Эпира. Сын Эакида и, соответственно, внук Арриба Пирр на короткое время сделал Эпир сильнейшим государством греческого мира.

### Исследования
- Борза Ю. История античной Македонии (до Александра Великого) / пер. с англ. М. М. Холода при участии А. Бодрова, О. и В. Иванцовых, 3. Барзах; научная ред. и вступ. статья М. М. Холода; приложения М. М. Холода, Э. Д. Фролова и Ю. Н. Кузьмина. — СПб.: Нестор-История, 2013. — 592 с. — (Историческая библиотека). — ISBN 978-5-44690-015-2.
- Вершинин Л. Р. Государство молоссов и территориальная консолидация античного Эпира // Вестник древней истории. — М.: Наука, 1987. — Вып. 180, № 1. — С. 169—184.
- Дройзен И. Г. История эллинизма. История Александра Великого. — М.: Академический проект, 2011. — 623 с. — (Технологии истории). — ISBN 978-5-8291-1304-9.
- Казаров С. С. История царя Пирра Эпирского / Под науч. ред. Ю. Н. Кузьмина, M. М. Холода. — СПб.: Изд-во С.-Петерб. ун-та, 2009. — 521 с. — (Res militaris). — ISBN 978-5-288-04749-7.
- Киляшова К. А. Политическая роль женщин при дворе македонских царей династии Аргеадов. Диссертация на соискание учёной степени кандидата исторических наук / Научный руководитель доктор исторических наук, профессор Э. В. Рунг. — Казань: Казанский (Приволжский) федеральный университет, 2018.
- Льюис Д.-М.; Бордмэн Дж., Хорнблоуэр С., Оствальд М. Хронологическая таблица // Кембриджская история древнего мира / под редакцией Д.-М. Льюиса, Дж. Бордмэна, С. Хорнблоуэра, М. Оствальда. Перевод, научное редактирование, примечания А. В. Зайкова. — М.: Ладомир, 2017. — Т. VI. Четвёртый век до нашей эры. Второй полутом. — С. 1032—1061. — 720 с. — ISBN 978-5-86218-542-3.
- Хэммонд Н.-Дж.-Л. Иллирийцы и северо-западные греки // Кембриджская история древнего мира / под редакцией Д.-М. Льюиса, Дж. Бордмэна, С. Хорнблоуэра, М. Оствальда. Перевод, научное редактирование, примечания А. В. Зайкова. — М.: Ладомир, 2017. — Т. VI. Четвёртый век до нашей эры. Первый полутом. — С. 502—526. — 720 с. — ISBN 978-5-86218-545-4.
- Шахермайр Ф. Александр Македонский. — Ростов-на-Дону: Феникс, 1997. — 576 с. — ISBN 5-85880-313-Х.
- Эллис Дж.-Р. Глава 14: Македония и северо-западная Греция // Кембриджская история древнего мира / под редакцией Д.-М. Льюиса, Дж. Бордмэна, С. Хорнблоуэра, М. Оствальда. Перевод, научное редактирование, примечания А. В. Зайкова. — М.: Ладомир, 2017. — Т. VI. Четвёртый век до нашей эры. Второй полутом. — С. 850—890. — 720 с. — ISBN 978-5-86218-542-3.
- Carney E. D. Olympias. Mother of Alexander the Great (англ.). — New York • London: Routledge, 2006. — 221 p. — (Women of the ancient world). — ISBN 0-415-33316-4.
- Errington R. M.[англ.]. Arybbas the Molossian (англ.) // Greek, Roman, and Byzantine Studies[англ.]. — 1975. — Vol. 16. — P. 41—50.
- Golden M. Arybbas // Sport in the Ancient World from A to Z (англ.). — New York • London: Routledge, 2004. — P. 17. — ISBN 0-203-49732-5.
- Hammond N. G. L., Griffith G. T. A History of Macedonia (англ.). — Oxford: Clarendon Press, 1979. — Vol. II: 550—336 B.C.. — ISBN 0-l9-814814-3.
- Heckel W. Who's Who in the Age of Alexander the Great: Prosopography of Alexander's Empire (англ.). — Malden; Oxford; Carlton: Blackwell Publishing, 2006. — ISBN 1-4051-1210-7.
- Heskel J. The Political Background of the Arybbas Decree (англ.) // Greek, Roman, and Byzantine Studies[англ.]. — 1988. — Vol. 29. — P. 185—196.
- Kaerst J.[нем.]. Arybbas 1 // Paulys Realencyclopädie der classischen Altertumswissenschaft :  [нем.] / Georg Wissowa. — Stuttgart : J. B. Metzler’sche Verlagsbuchhandlung[англ.], 1896. — Bd. II, Zweite Hälfte (II, 2). — Kol. 1495—1497.